# Тір (район)
Тір або Сур (араб. قضاء صور‎‎‎‎) — один з 25 районів Лівану, входить до складу провінції Південний Ліван. Адміністративний центр — м. Тір. На півночі межує з районами Сидон та Набатія, на сході — з районами Марджаюн та Бінт-Джбейль, на півдні проходить кордон з Ізраїлем, на заході омивається водами Середземного моря.
Населені пункти:
- Тір
- Ен-Накура
- Аль-Кляйля
- Аль-Мансурі
- Бедіяс
- Бустан
- Бутайшійя
- Шіхін
- Ярін

...
| Ліван | Це незавершена стаття з географії Лівану. Ви можете допомогти проєкту, виправивши або дописавши її. |